# Casigneta lamellosa
Casigneta lamellosa är en insektsart som beskrevs av Brunner von Wattenwyl 1891. Casigneta lamellosa ingår i släktet Casigneta och familjen vårtbitare. Inga underarter finns listade i Catalogue of Life.